# دلتا گودرم
دلتا لیا گودرم (به انگلیسی: Delta Lea Goodrem) (زادهٔ ۹ نوامبر ۱۹۸۴) خواننده، نوازنده پیانو و هنرپیشه سرشناس استرالیائی است. بیشتر شهرت وی بخاطر خوانندگی است. موسیقی وی بیشتر در سبک پاپ است و پیانو بخش مهمی از آن را تشکیل می‌دهد که بیشتر توسط خود وی نواخته می‌شود دلتا در سن هجده سالگی با حضور در سریال تلویزیونی محبوب استرالیائی «همسایه‌ها» (به انگلیسی: Neighbours) اقدام به نواختن پیانو کرد و از همین‌جا استعداد موسیقایی وی مورد توجه قرار گرفت. وی توانسته جوایز معتبر زیادی را کسب کند وی در ۱۸ سالگی دچار سرطان لنفاوی شد اما توانست بر این بیماری غلبه کند. از آن پس تلاش زیادی برای جمع‌آوری کمکهای خیریه در درمان سرطان به خرج داده‌است. شرکت سونی نقش مهمی در انتشار آثار وی در آمریکا و کمک به مشهور شدن وی داشته‌است.

#### زندگی و شغل
۱۹۸۴–۲۰۰۰: زندگی اولیه، آموزش و کشف
گودرم در ۹ نوامبر ۱۹۸۴، از لیا (پارکر) و دنیس گودرم به دنیا آمد او یک برادر کوچکتر به نام ترنت دارد گودرم در هفت سالگی در یک آگهی آمریکایی برای شرکت اسباب‌بازی گالوب در کنار همکار استرالیایی بک کارترایت ظاهر شد، و در همان سن شروع به نواختن پیانو کرد و در عین حال به آموزش آواز، رقص و بازیگری پرداخت. او در آگهی‌های شرکت‌هایی مانند اپتوس و نسکوئیک مت‌هایی از برنامه‌های تلویزیونی استرالیا از جمله هی بابا.. !، یک تمرین کشوری ونجات پلیس داشت گودرم در حالی که در گلنهاون زندگی می‌کرد، از مهدکودک تا سال یازدهم به مدرسه گرامر هیلز در کنتورست همسایه رفت در سن سیزده سالگی، گودرم یک سی دی دمو پنج آهنگ را ضبط کرد که از طریق کار تلویزیونی او تأمین مالی شد. آن را به سیدنی سوانز (که گودرم از حامیان آن است) فرستاده شد و آنها آن را به گلن ویتلی دادند ویتلی گودرم را با یک قرارداد توسعه هنرمند با برچسب مستقل امپایر رکوردز امضا کرد ین ژوئن ۱۹۹۹ و سپتامبر ۲۰۰۰، گودرم با تهیه‌کنندگان پل هیگینز و ترور کارتر بر روی سیزده آهنگ برای آلبومی به نام دلتا کار کرد گزارش بعدی در مورد این جلسات گودرم را به عنوان «یک نوجوان ۱۵ ساله جاه طلب و مشتاق تقلید از صدای پاپ اسپایس گرلز، بریتنی اسپیرز ومندی مور» توصیف کرد. -نوشت دو و خود آهنگ «عشق» را نوشت گودرم یک عکسبرداری برای آلبوم انجام داد (برخی از عکس‌ها ظاهر شده‌اند)، و یک موزیک ویدئو به سبک خانگی برای آهنگ «گفتن» ضبط کرد که از آن زمان به اینترنت درز کرد هیگینز آلبوم را به روستای جاده شو برد، که پیشنهاد بازاریابی و توزیع آلبوم را داد، اما والدین گودرم این معامله را مسدود کردند. این آلبوم هنوز ظاهر نشده‌است، اگرچه در سال ۲۰۰۴ موضوع شکایت شد.